# Stites
Stites é uma cidade localizada no estado americano de Idaho, no Condado de Idaho.

## Demografia
Segundo o censo americano de 2000, a sua população era de 226 habitantes.
Em 2006, foi estimada uma população de 230, um aumento de 4 (1.8%).

## Geografia
De acordo com o United States Census Bureau tem uma área de
0,3 km², dos quais 0,3 km² cobertos por terra e 0,0 km² cobertos por água.

## Localidades na vizinhança
O diagrama seguinte representa as localidades num raio de 32 km ao redor de Stites.